# Musée Nicéphore-Niépce
Musée Nicéphore-Niépce (česky Muzeum Nicéphora Niépceho) je muzeum věnované fotografii a jejím dějinám. Nachází se ve městě Chalon-sur-Saône v departementu Saône-et-Loire ve Francii. Je pojmenováno po průkopníkovi fotografie Nicéphorovi Niépceovi, který žil v nedalekém Saint-Loup-de-Varennes. Muzeum je umístěno v bývalém sídle královské pošty na nábřeží Saôny.
Muzeum bylo pro veřejnost otevřeno v roce 1974. Základem muzea se stala sbírka Niépcových předmětů, nástrojů a desek, která byla shromážděna od roku 1861.
Muzejní sbírka zahrnuje zhruba tři milióny fotografií a jejích předchůdců z 19. a 20. století, přes milión negativů, přes 1500 fotoaparátů včetně pěti nejstarších fotografických přístrojů na světě a 8000 knih o fotografii.

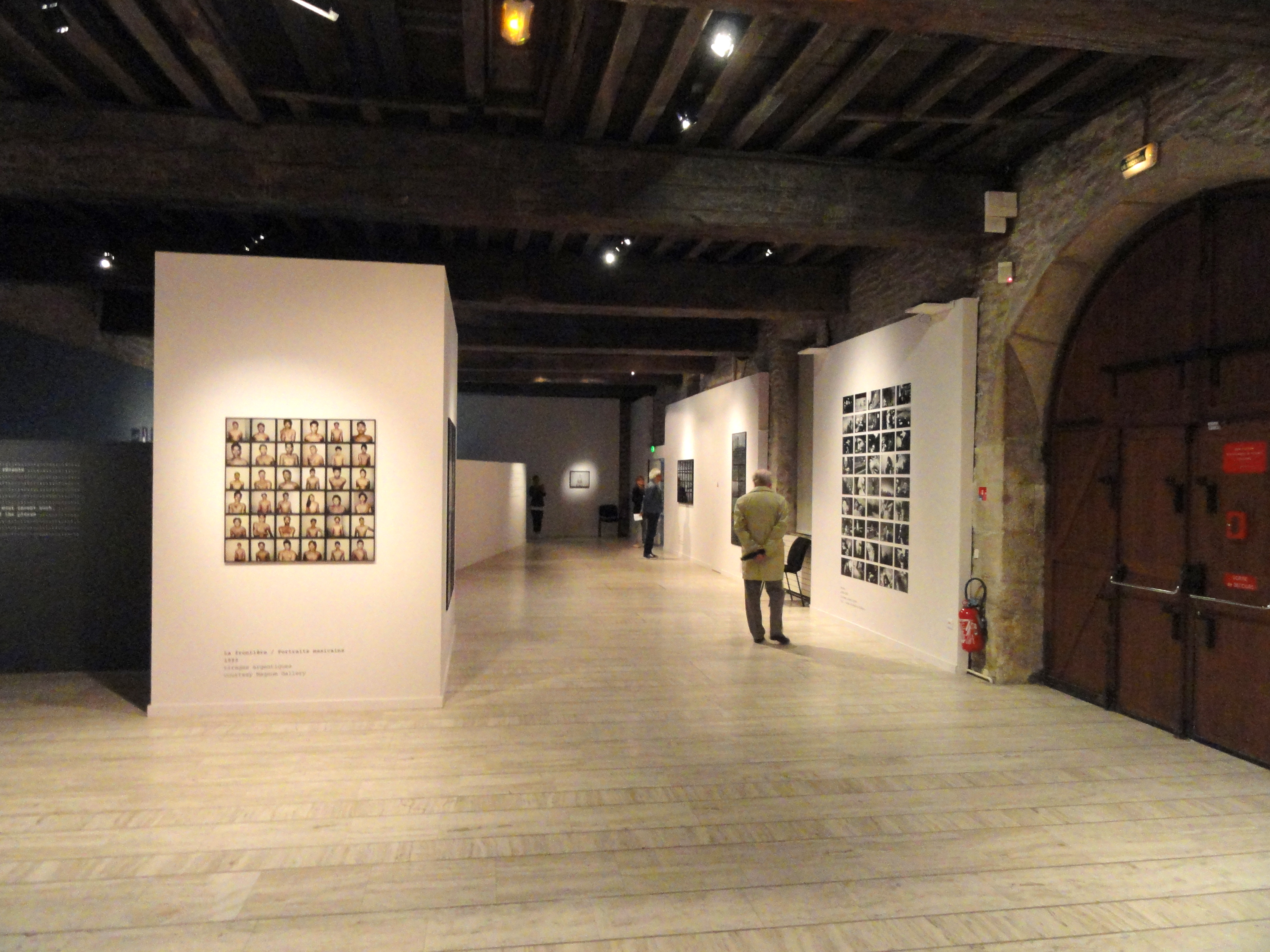
Výstavní prostory muzea

Stálá expozice se nachází v 11 sálech o rozloze 1500 m². Muzeum pořádá rovněž dočasné výstavy věnované historické i současné fotografii.